# Büyükşehir Belediyesi Stambuł
Büyük Belediyesi Stambuł (pełna nazwa: Büyükşehir Belediyesi Spor Kulübü Erkek Voleybol Takımı) – turecki męski klub siatkarski powstały w 1990 r. w Stambule. Klub występuje w Aroma 1. Lig.

## Sukcesy
Mistrzostwo Turcji:
- 2009
- 2007, 2016
- 1998, 2010, 2014, 2018

Superpuchar Turcji:
- 2009

## Kadra

### Sezon 2018/2019
| Nr | Imię i nazwisko       | Data ur. | Wzrost | Pozycja      |
| -- | --------------------- | -------- | ------ | ------------ |
| 1  | Erdem Sonat           | 1983     | 187    | libero       |
| 2  | Caner Pekşen          | 1987     | 184    | rozgrywający |
| 5  | Baturalp Burak Güngör | 1993     | 189    | przyjmujący  |
| 8  | Gökhan Gökgöz         | 1993     | 200    | przyjmujący  |
| 9  | Özkan Hayırlı         | 1984     | 200    | środkowy     |
| 10 | Uğur Güneş            | 1993     | 203    | środkowy     |
| 11 | İbrahim Emet          | 1986     | 208    | środkowy     |
| 14 | Nuri Şahin            | 1980     | 195    | libero       |
| 15 | Metin Toy             | 1994     | 202    | atakujący    |
| 17 | Murat Yenipazar       | 1993     | 193    | rozgrywający |
| 18 | Kadir Cin             | 1987     | 200    | przyjmujący  |
| 19 | Serhat Coşkun         | 1987     | 198    | atakujący    |

### Sezon 2017/2018

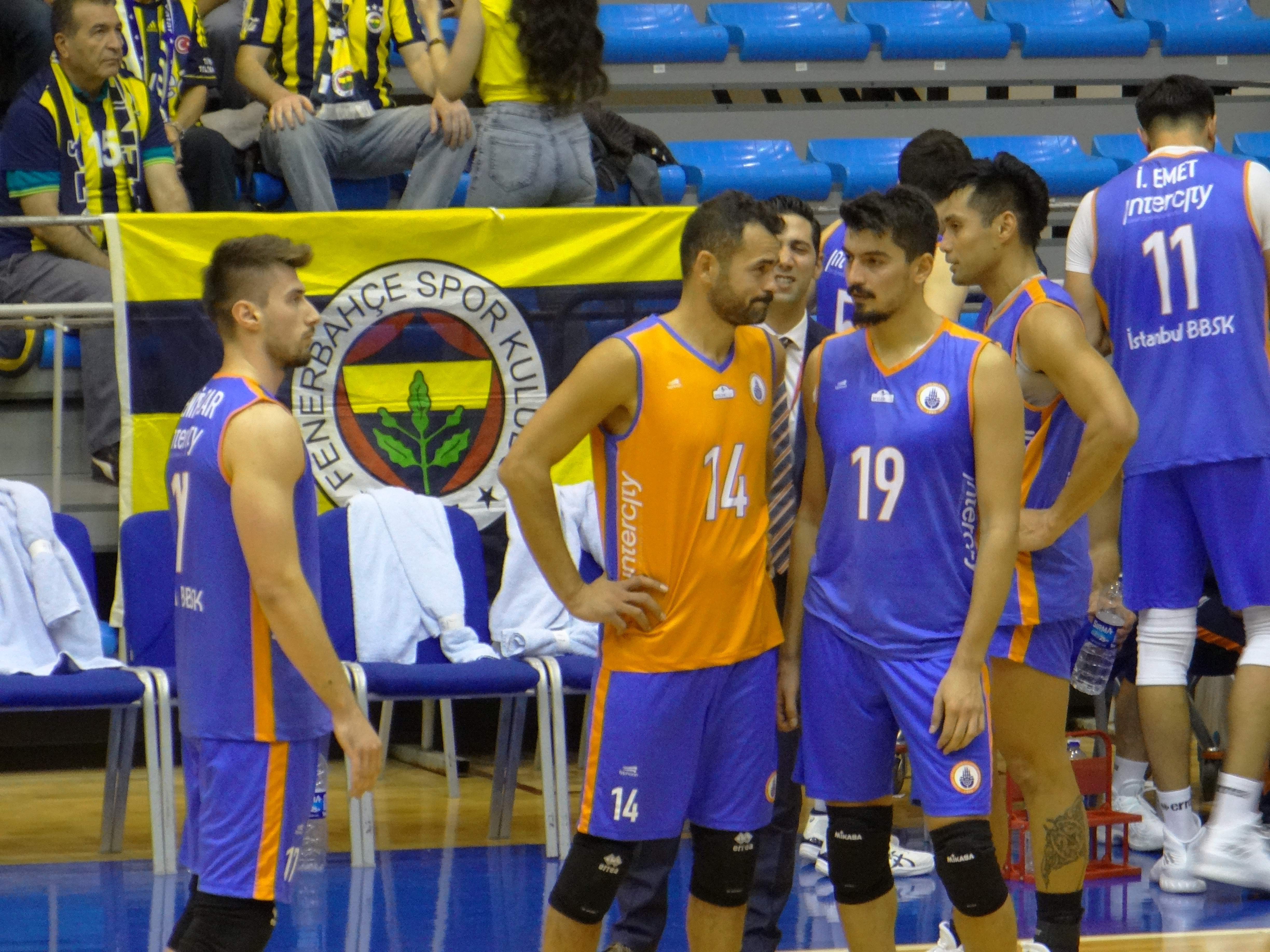
Zawodnicy Büyükşehir Belediyesi Stambuł w sezonie 2017/2018

| Nr | Imię i nazwisko       | Data ur. | Wzrost | Pozycja      |
| -- | --------------------- | -------- | ------ | ------------ |
| 1  | Erdem Sonat           | 1983     | 187    | libero       |
| 2  | Caner Pekşen          | 1987     | 184    | rozgrywający |
| 4  | Demirhan Durul        | 1989     | 198    | atakujący    |
| 5  | Baturalp Burak Güngör | 1993     | 189    | przyjmujący  |
| 7  | Berkan Eryüz          | 1993     | 197    | środkowy     |
| 9  | Özkan Hayırlı         | 1984     | 200    | środkowy     |
| 11 | İbrahim Emet          | 1986     | 208    | środkowy     |
| 12 | Emre Şenol            | 1993     | 201    | atakujący    |
| 13 | Görkem Sertel         | 1992     | 210    | środkowy     |
| 14 | Nuri Şahin            | 1980     | 195    | libero       |
| 15 | Samuel Tuia           | 1986     | 195    | przyjmujący  |
| 17 | Murat Yenipazar       | 1993     | 193    | rozgrywający |
| 18 | Kadir Cin             | 1987     | 200    | przyjmujący  |
| 19 | Serhat Coşkun         | 1987     | 198    | atakujący    |

### Sezon 2016/2017
| Nr | Imię i nazwisko     | Data ur. | Wzrost | Pozycja      |
| -- | ------------------- | -------- | ------ | ------------ |
| 1  | Erdem Sonat         | 1983     | 187    | libero       |
| 2  | Caner Pekşen        | 1987     | 184    | rozgrywający |
| 4  | Antonin Rouzier     | 1986     | 201    | atakujący    |
| 7  | Berkan Eryüz        | 1993     | 197    | środkowy     |
| 8  | Siarhiej Antanowicz | 1986     | 196    | przyjmujący  |
| 9  | Özkan Hayırlı       | 1984     | 200    | środkowy     |
| 10 | Arslan Ekşi         | 1985     | 199    | rozgrywający |
| 11 | William Price       | 1985     | 198    | przyjmujący  |
| 12 | Tomislav Čošković   | 1979     | 200    | przyjmujący  |
| 14 | Nicolas Le Goff     | 1992     | 205    | środkowy     |
| 15 | Marko Matić         | 1995     | 208    | środkowy     |
| 16 | Nicolas Marechal    | 1987     | 198    | przyjmujący  |
| 18 | Kadir Cin           | 1987     | 200    | przyjmujący  |
| 19 | Emre Şenol          | 1993     | 201    | atakujący    |
| 20 | Burak Mert          | 1990     | 185    | libero       |

### Sezon 2015/2016
| Nr | Imię i nazwisko     | Data ur. | Wzrost | Pozycja      |
| -- | ------------------- | -------- | ------ | ------------ |
| 1  | Erdem Sonat         | 1983     | 187    | libero       |
| 2  | Caner Pekşen        | 1987     | 184    | rozgrywający |
| 4  | Siarhiej Antanowicz | 1986     | 196    | przyjmujący  |
| 6  | Fatih Cihan         | 1991     | 197    | środkowy     |
| 9  | Özkan Hayırlı       | 1984     | 200    | środkowy     |
| 10 | Arslan Ekşi         | 1985     | 199    | rozgrywający |
| 11 | William Price       | 1985     | 198    | przyjmujący  |
| 12 | Tomislav Čošković   | 1979     | 200    | przyjmujący  |
| 13 | Çağlar Aksoylu      | 1990     | 197    | środkowy     |
| 15 | Marko Matić         | 1995     | 208    | środkowy     |
| 17 | Murat Yenipazar     | 1993     | 195    | rozgrywający |
| 18 | Kadir Cin           | 1987     | 200    | atakujący    |
| 19 | Emre Şenol          | 1993     | 201    | atakujący    |
| 20 | Burak Mert          | 1990     | 185    | libero       |

### Sezon 2014/2015
| Nr | Imię i nazwisko     | Data ur. | Wzrost | Pozycja      |
| -- | ------------------- | -------- | ------ | ------------ |
| 1  | Erdem Sonat         | 1983     | 187    | libero       |
| 2  | Caner Pekşen        | 1987     | 184    | rozgrywający |
| 3  | Ahmet Toçoğlu       | 1980     | 202    | środkowy     |
| 4  | Siarhiej Antanowicz | 1986     | 196    | przyjmujący  |
| 5  | Sercan Dikgoz       | 1993     | 193    | rozgrywający |
| 8  | Gundars Celitāns    | 1985     | 200    | atakujący    |
| 9  | Özkan Hayırlı       | 1984     | 200    | środkowy     |
| 10 | Burak Mert          | 1990     | 185    | libero       |
| 12 | Tomislav Čošković   | 1979     | 200    | przyjmujący  |
| 13 | Ayhan Tunç          | 1993     | 198    | przyjmujący  |
| 15 | Marko Matić         | 1995     | 208    | środkowy     |
| 16 | Fatih Cihan         | 1991     | 197    | środkowy     |
| 17 | Murat Yenipazar     | 1993     | 195    | rozgrywający |
| 18 | Kadir Cin           | 1987     | 200    | atakujący    |

### Sezon 2013/2014
| Nr | Imię i nazwisko     | Data ur. | Wzrost | Pozycja      |
| -- | ------------------- | -------- | ------ | ------------ |
| 1  | Selçuk Keskin       | 1982     | 193    | rozgrywający |
| 4  | Sercan Dikgoz       | 1993     | 193    | rozgrywający |
| 5  | Russell Holmes      | 1982     | 205    | środkowy     |
| 6  | Barış Özdemir       | 1972     | 196    | libero       |
| 7  | Sadi Yanki Uslu     | 1989     | 190    | przyjmujący  |
| 8  | Siarhiej Antanowicz | 1986     | 196    | przyjmujący  |
| 9  | Özkan Hayırlı       | 1984     | 200    | środkowy     |
| 10 | Burak Mert          | 1990     | 185    | libero       |
| 11 | Gundars Celitāns    | 1985     | 200    | atakujący    |
| 12 | Tomislav Čošković   | 1979     | 200    | przyjmujący  |
| 14 | Berkan Eryüz        | 1993     | 199    | środkowy     |
| 15 | Armin Mustedanović  | 1986     | 194    | przyjmujący  |
| 16 | Fatih Cihan         | 1991     | 197    | środkowy     |
| 17 | Murat Yenipazar     | 1993     | 195    | rozgrywający |
| 18 | Kadir Cin           | 1987     | 200    | atakujący    |